# Abonnementzeitung
Die Abonnementzeitung (in der Schweiz: Abonnementszeitung, kurz: Abo-Zeitung) ist eine ausschließlich oder vorwiegend im Abonnement bezogene Zeitung. Der Abonnent verpflichtet sich, alle Ausgaben innerhalb eines vertraglich abgeschlossenen Zeitraumes zu erwerben. Im Unterschied dazu wird eine Kaufzeitung nur über den Einzelverkauf vertrieben. Das Abonnement ist die wichtigste Vertriebsform der regionalen und lokalen Tageszeitungen. Aus rechtlicher Sicht handelt es sich bei einem Abonnementabschluss um einen Sachkaufvertrag.

## Funktion des Abonnements
- Abonnements festigen die Leser-Blatt-Bindung.
- Meist stellen Boten oder die Post Abonnementzeitungen zu.
- Eine Zeitung ist im Abonnement meist preiswerter als beim Einzelkauf.

Im Vergleich mit Kaufzeitungen und Boulevardzeitungen haben Abonnements zudem einige Vorteile für den Zeitungsverlag. Er hat einen für jeden Erscheinungstag bekannten Mindestabsatz und so nur noch ein relativ kleines Verkaufsrisiko für die im Einzelverkauf gehandelten Exemplare und daher auch nur wenige Remissionen. Die Anzahl der Abonnements erleichtert die Auflagenbestimmung; außerdem kann der Verlag mit den in der Regel monatlich oder jährlich im Voraus an ihn gezahlten Abonnementskosten seine Kostenkalkulation zuverlässiger vornehmen.
In der Zeitungskrise mit ihrem Auflagenrückgang gibt es immer häufiger kostenlose Probeabos, die zunehmend auch von selbst auslaufen (zugkräftiger als mit bürokratischem Aufwand).

## Typen und Laufzeiten des Abonnements
Es gibt verschiedene Arten von Abonnements von Zeitungen, die sich hinsichtlich der Zustellung, dem Umfang oder der Anwerbung unterscheiden. Bei der Zustellung gibt es neben den bereits erwähnten Post- und Botenabonnements das Abholabonnement, bei welchem man sein Exemplar in einem Verlag, einer Geschäftsstelle oder Buchhandlung abholt. Ortsunabhängiger macht ein Gutscheinheft, so z. B. früher erhältlich für die FAZ und die Welt kompakt. Dieses ermöglicht, das Blatt nur bei Bedarf und preiswerter als im Einzelverkauf überall bei teilnehmen Zeitungsläden gegen Gutschein zu erhalten. 
Außerdem ist neben dem Vollabonnement ein Teilabonnement möglich: Es wird meist auf eine Ausgabe wöchentlich abgeschlossen, zum Beispiel nur samstags wegen des ausführlichen Anzeigenteils oder nur die Sonntagsausgabe. Bei der Boulevardzeitung „Bild“ – keine Abonnementzeitung – lässt sich die Sonntagsausgabe „Bild am Sonntag“ abonnieren und durch Boten nach Hause liefern.
E-Paper-Abonnements kann man bei einigen, hauptsächlich überregionalen Tageszeitungen zusätzlich kostenfrei als Abonnent der gedruckten Zeitung nutzen (so zum Beispiel Die Welt und Frankfurter Rundschau kostenfrei, Süddeutsche Zeitung und FAZ gegen Aufpreis). Manchmal gibt es ein alleiniges E-Paper-Abonnement.
Schüler- und Studentenabonnements sind in der Regel gegen Nachweis einer Immatrikulationsbescheinigung oder des Schülerausweises vergünstigt.
Sogenannte Mitarbeiterabonnements für die Mitarbeiter des jeweiligen Zeitungsverlags sind ebenfalls ermäßigt. 
Bei Patenschaftsabonnements bezahlen Unternehmen beispielsweise für Universitäten, Schulen oder gemeinnützige Einrichtungen Zeitungsabonnements.
Man kann Abonnements noch nach der Art des Abschlusses differenzieren, ist es ein Geschenkabonnement, ein geworbenes von einem anderen Abonnenten (LwL – Leser werben Leser), durch professionelle Abonnentenwerber oder ein festes Probeabonnement. 
Mit zahlreichen Mitteln versuchen Zeitungsverlage neue Abonnenten zu gewinnen, z. B. mit Prämien, Probeabonnements, die maximal zwei Wochen bzw. zwei Ausgaben bei monatlichen Zeitschriften laufen dürfen, Gratisexemplaren oder verkürzten Laufzeiten sowie kurzen Kündigungsfristen des Abonnements.
Die Laufzeiten von Abonnements, für die sich die Abonnenten verpflichten, liegen zwischen drei Monaten und zwei Jahren. Hier kommt es auf das Zustandekommen des Abonnements an: wurden die Neuabonnenten von anderen Abonnenten geworben, wurden beispielsweise Prämien oder Werbegeschenke vergeben? Meist laufen Zeitungsabonnements ein Jahr und werden jeweils um ein Jahr verlängert, wenn keine Kündigung des Lesers vorliegt.
Probeabonnements dürfen heute nicht mehr ohne Anforderung mit Negativoptionen angeboten werden. Negativoptionen heißt, dass das Probeabonnement nach dem Erhalt der letzten Probeausgabe einfach weiterläuft, wenn der Leser nicht ausdrücklich gekündigt hat. 
Mit hohen Abonnentenzahlen kann die Anzeigenabteilung sehr gut um Anzeigenkunden werben, denn die sichern die Reichweite der Publikation ab. 2006 erschienen in Deutschland 334 regionale Abonnementszeitungen, insgesamt ist es möglich, 353 Tageszeitungen im Abonnement zu beziehen. 14,8 Millionen Exemplare wurden im zweiten Quartal 2006 im Abonnement vertrieben. Die Reichweite von Abonnementzeitungen lag 2006 bei circa 62 %.